# Weisse Flotte Heidelberg
Die Weisse Flotte Heidelberg (WFH) mit Sitz in Heidelberg betreibt Fahrgastschifffahrt auf dem Neckar und dem Rhein. Das Unternehmen betreibt sechs Passagierschiffe und mehrere Gastronomien und bietet eine Vielzahl von Rundfahrten, Events und Themenfahrten an.